# Paroisse de Wicklow
Pour les articles homonymes, voir Wicklow.
La paroisse de Wicklow est à la fois une paroisse civile et un ancien district de services locaux (DSL) canadien du comté de Carleton située à l'ouest du Nouveau-Brunswick. Dans le cadre de la réforme de la gouvernance locale du 1er janvier 2023, le DSL a été annexé à la ville de Carleton North.

## Toponyme
La paroisse de Wicklow est possiblement nommée ainsi en référence au comté de Wicklow, en Irlande. Summerfield a déjà porté le nom de Buber.

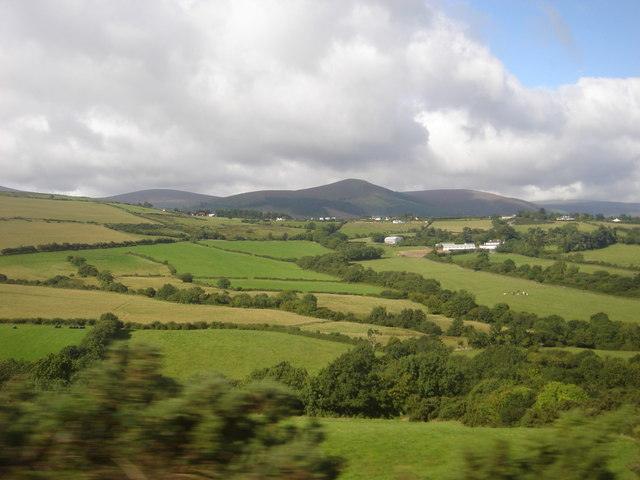
Paysage du comté de Wicklow, en Irlande.

## Géographie

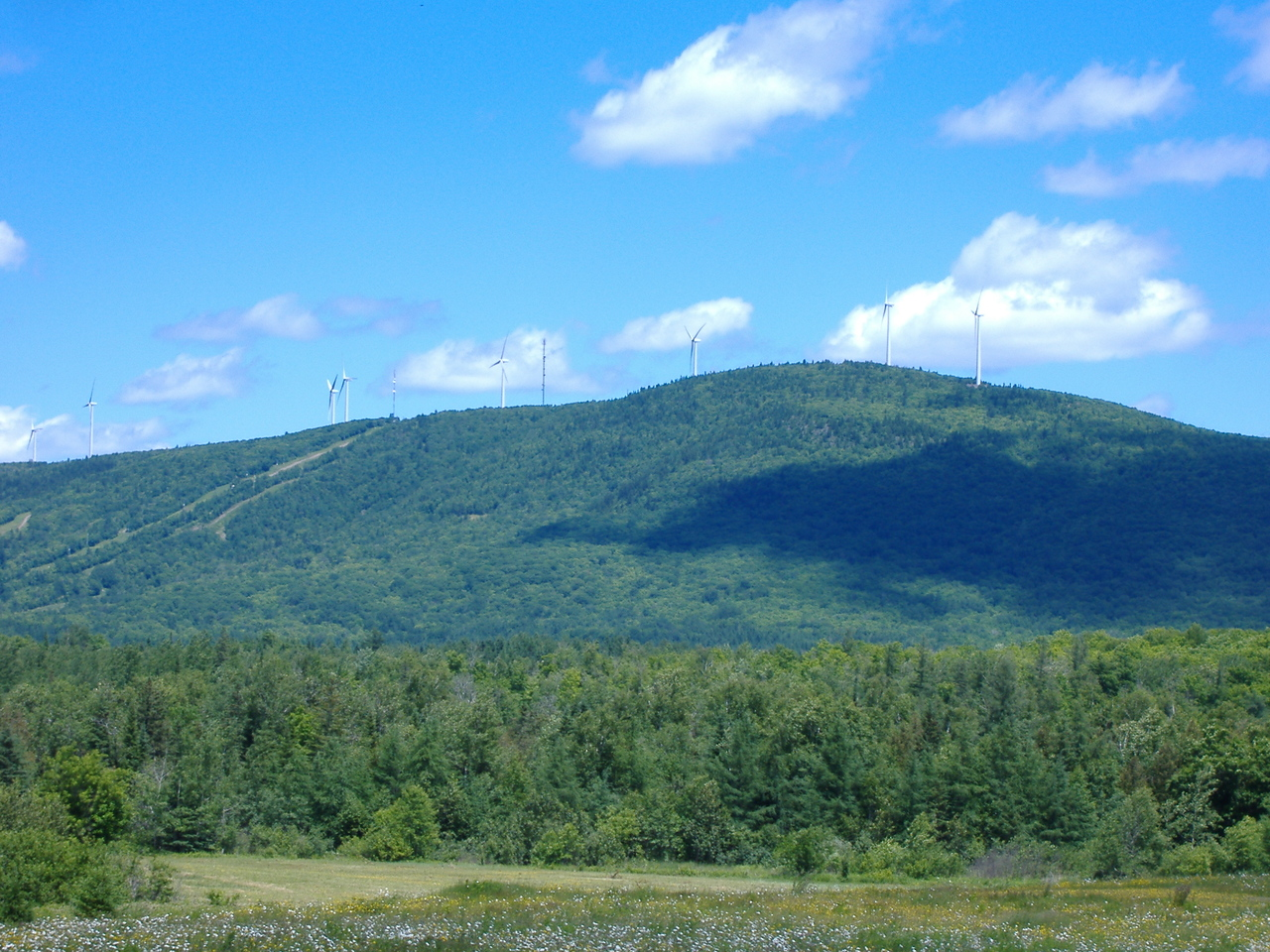
La colline de Mars, aux États-Unis, est visible de Wicklow.

### Géographie physique

#### Situation
Wicklow est situé sur la rive droite (ouest) du fleuve Saint-Jean, à la frontière avec l'état américain du Maine.
Au sud, Wicklow est limitrophe de Florenceville-Bristol, de Simonds, de Wilmot et de Centreville. À l'ouest se trouvent, du sud vers le nord, les villes américaines de Bridgewater, de Blaine, de Westfield et de Mars Hill. Au nord se trouve Andover, au Canada. De l'autre côté du fleuve s'élèvent successivement, du nord au sud, Kent, les enclaves de Haut-Kent et de Bath et finalement Florenceville-Bristol car ce village s'étend sur les deux rives.

#### Topographie
Le relief de Wicklow est accidenté. Le point culminant est un massif de collines haut de 278 mètres.
La limite nord de Wicklow est formée par la rivière des Chutes, qui prend sa source au Maine avant de se jeter en rive droite du fleuve Saint-Jean. Dans le fleuve se jettent ensuite successivement le Haut ruisseau Guisiguit, le Bas ruisseau Guisiguit, le ruisseau Kilpatrick, le ruisseau Whitemarsh et le ruisseau Buttermill. Le Grand ruisseau Presqu'Isle coule au sud avant de se jeter dans le fleuve à Florenceville-Bristol. Dans Wicklow, ses principaux affluent sont, d'amont en aval, le ruisseau Hartley, le ruisseau Gregg et le ruisseau Hunters. Il y a de nombreux lacs.

### Climat
Une station météorologique est située non loin, à Beechwood. Le village bénéficie d'un climat continental humide. Le mois le plus chaud a une température moyenne de 19,1 °C et le plus froid une température de -11,8 °C. Le village reçoit 1100 mm de précipitations annuellement dont 230 cm de neige. La journée la plus chaude fut le 20 juillet 1991, avec 36 °C et la plus froide fut le 20 janvier 1994, avec -39 °C. La journée ayant eu le plus de précipitations fut le 22 juin 1993, avec 92,2 mm de pluie. Le 17 janvier 1994 a le record de neige, avec 51 centimètres, alors que la plus importante accumulation a eu lieu le 29 janvier suivant, avec 100 cm.
| Mois                              | jan.  | fév.  | mars | avril | mai  | juin | jui.  | août  | sep. | oct. | nov. | déc.  | année   |
| --------------------------------- | ----- | ----- | ---- | ----- | ---- | ---- | ----- | ----- | ---- | ---- | ---- | ----- | ------- |
| Température minimale moyenne (°C) | −17,4 | −16,4 | −9,5 | −1,5  | 4,7  | 10,2 | 13,1  | 12,2  | 7,1  | 1,9  | −3,5 | −12,6 | −1      |
| Température moyenne (°C)          | −11,8 | −10,4 | −4   | 3,7   | 11   | 16,4 | 19,1  | 18,1  | 12,7 | 6,7  | 0,2  | −7,8  | 4,5     |
| Température maximale moyenne (°C) | −6,1  | −4,3  | 1,5  | 8,8   | 17,2 | 22,5 | 25,2  | 24    | 18,2 | 11,4 | 3,9  | −3    | 9,9     |
| Précipitations (mm)               | 99,9  | 57    | 77,5 | 78,2  | 94,4 | 98,4 | 103,5 | 101,4 | 92,2 | 98,1 | 99,2 | 98,2  | 1 092,4 |
| dont pluie (mm)                   | 36,7  | 13,9  | 35,6 | 63    | 94,1 | 98,4 | 103,5 | 101,4 | 92,1 | 97,9 | 81,1 | 46    | 863,7   |
| dont neige (cm)                   | 63,1  | 43,1  | 41,8 | 15,2  | 0,3  | 0    | 0     | 0     | 0,1  | 0,2  | 18,1 | 46,8  | 228,7   |

### Géographie humaine

#### Transport
L'autoroute transcanadienne longe le fleuve et permet donc de rejoindre facilement le reste du Canada. La route 560 traverse le territoire plus à l'ouest, vers le nord à partir de Centreville. De ce village part aussi la route 110, qui rejoint les États-Unis. Un pont permet de traverser le fleuve au sud, à Florenceville-Bristol.

#### Villages et hameaux
La paroisse comprend les hameaux de East Centreville, Greenfield, Gregg Settlement, Hartley Settlement, Knoxford, Lamoreaux Corner, Listerville, Lower Greenfield, Lower Royalton, McGrath Corner, McMonagle Corner, Orchards Corner, River de Chute, Royalton, Summerfield, Tracey Mills, Tweedie, Upper Knoxford, Upper Royalton, Wakem Corner et Wicklow.

## Histoire

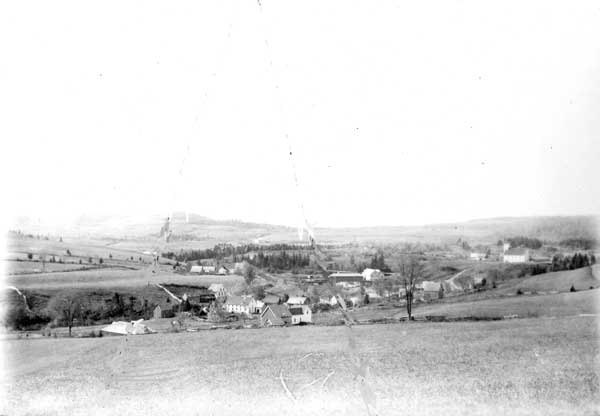
Tracey Mills en 1899.
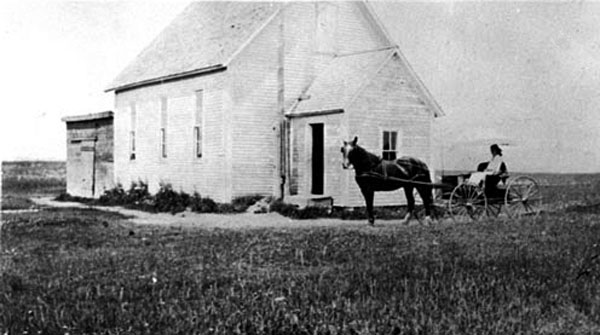
L'école de Wakem Corner en 1912.
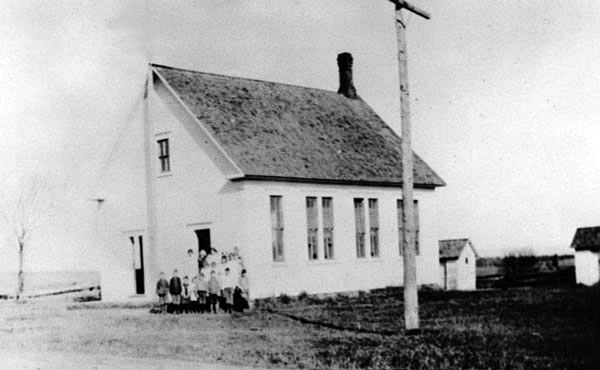
L'école de Knoxford en 1913.
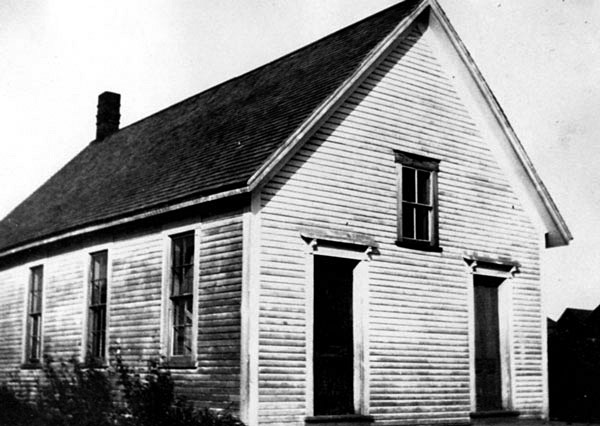
L'école d'Upper Knoxford en 1926.
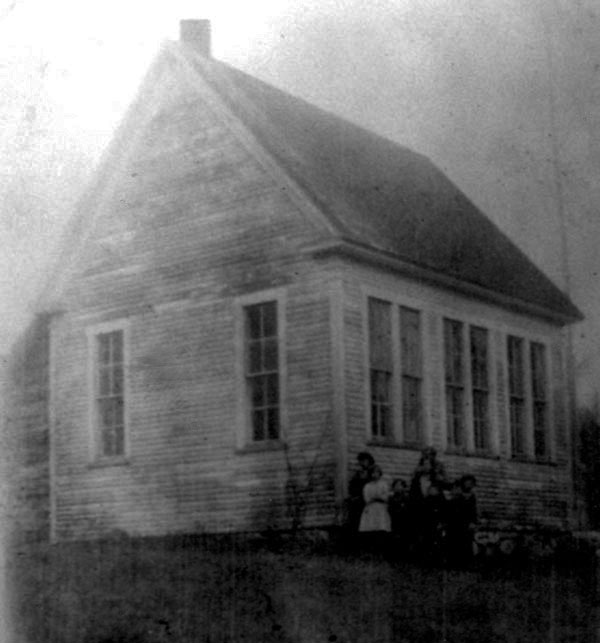
L'école de Listerville en 1930.
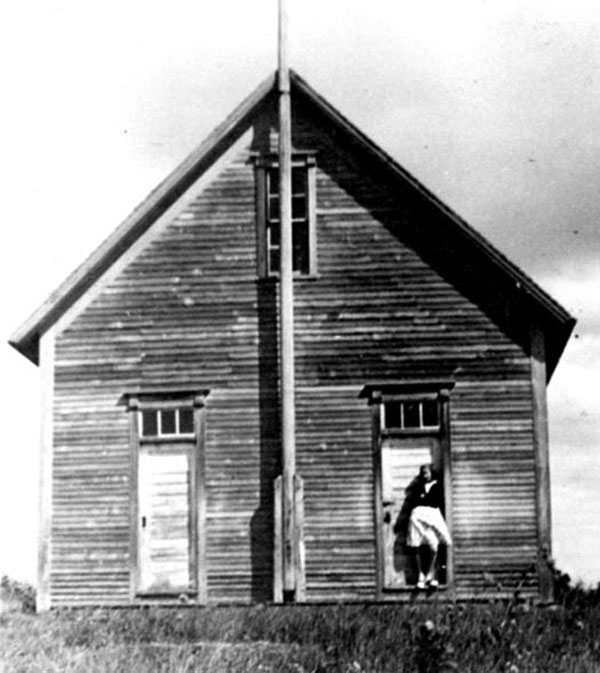
École de Gregg Settlement en 1938.

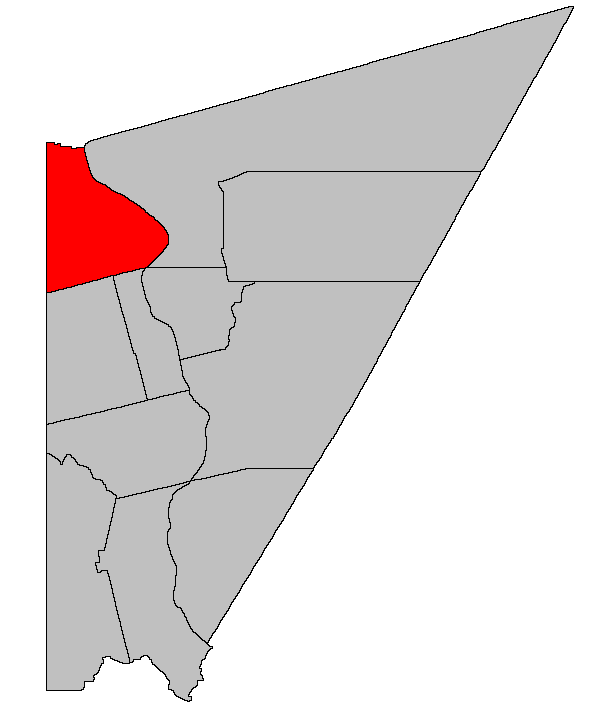
Situation sur une carte des paroisses civiles du comté de Carleton (certains DSL et municipalités ne sont donc pas montrés).

La colonisation du territoire commence en 1803, par l'arrivée de quelques colons en provenance de la basse vallée du fleuve Saint-Jean. C'est ainsi que la localité agricole de Summerfield est fondée vers 1807. Des soldats démobilisés en provenance des Military Settlements s'établissent dans la paroisse après 1817. Greenfield est fondé vers 1827 par des colons aussi originaires de la vallée. La paroisse civile est érigée en 1833.
La municipalité du comté de Carleton est dissoute en 1966. La paroisse de Wicklow devient un district de services locaux en 1967.

## Démographie
| 2001  | 2006  | 2011  | 2016  |
| ----- | ----- | ----- | ----- |
| 1 885 | 1 753 | 1 738 | 1 697 |

## Administration

### Commission de services régionaux
La paroisse de Wicklow fait partie de la Région 12, une commission de services régionaux (CSR) devant commencer officiellement ses activités le 1er janvier 2013. Contrairement aux municipalités, les DSL sont représentés au conseil par un nombre de représentants proportionnel à leur population et leur assiette fiscale. Ces représentants sont élus par les présidents des DSL mais sont nommés par le gouvernement s'il n'y a pas assez de présidents en fonction. Les services obligatoirement offerts par les CSR sont l'aménagement régional, l'aménagement local dans le cas des DSL, la gestion des déchets solides, la planification des mesures d'urgence ainsi que la collaboration en matière de services de police, la planification et le partage des coûts des infrastructures régionales de sport, de loisirs et de culture; d'autres services pourraient s'ajouter à cette liste.

### Représentation et tendances politiques
Nouveau-Brunswick: Wicklow fait partie de la circonscription provinciale de Carleton, qui est représentée à l'Assemblée législative du Nouveau-Brunswick par Dale Graham, du Parti progressiste-conservateur. Il fut élu en 1993 puis réélu depuis ce temps.
 Canada: Wicklow fait partie de la circonscription électorale fédérale de Tobique—Mactaquac, qui est représentée à la Chambre des communes du Canada par Michael Allen, du Parti conservateur. Il fut élu lors de la 39e élection générale, en 2006, et réélu en 2008.

## Économie
Entreprise Carleton, membre du Réseau Entreprise, a la responsabilité du développement économique.

## Vivre dans la paroisse de Wicklow
Le DSL est inclus dans le territoire du sous-district 8 du district scolaire Francophone Nord-Ouest. Les écoles francophones les plus proches sont à Grand-Sault. Cette ville compte aussi un campus du CCNB-Edmundston alors qu'il y a une université à Edmundston même.
L'église St. Barnabas de Summerfield est une église anglicane. Le détachement de la Gendarmerie royale du Canada et le bureau de poste les plus proches sont à Florenceville-Bristol.
Les anglophones bénéficient des quotidiens Telegraph-Journal, publié à Saint-Jean, et The Daily Gleaner, publié à Fredericton. Ils ont aussi accès au bi-hebdomadaire Bugle-Observer, publié à Woodstock. Les francophones ont accès par abonnement au quotidien L'Acadie nouvelle, publié à Caraquet, ainsi qu'à l'hebdomadaire L'Étoile, de Dieppe.

## Culture

### Personnalités
- Fred Cogswell (1917, East Centreville - 2004, Vancouver), poète, rédacteur en chef, traducteur et professeur.

### Gastronomie
Royal View Maples est une sucrerie située à Royalton.